# TKB-0111
Das TKB-0111 (Tulaer Konstruktionsbüro Ausf. 0111) ist ein sowjetischer Sturmgewehrprototyp, der im Rahmen des Projekts Abakan von German Alexandrowitsch Korobow konstruiert wurde. Das Projekt Abakan sollte dazu dienen, eine verbesserte Ordonnanzwaffe für die sowjetischen Streitkräfte zu finden.

## Geschichte
Im Jahre 1967 hatte diese Waffenschmiede bereits die Waffe TKB-072 entworfen, die automatisches Feuer in zwei Modi eröffnen konnte: mit einer Rate von 500 oder 2200 Schuss pro Minute. Auf diesem Mechanismus beruhte auch die TKB-0111. Beim Testschießen im Jahr 1973 verfügte die TKB-0111 über eine höhere Treffergenauigkeit als die AK-47, vor allem bei Dauerfeuer im Stehen. Die anderen Eigenschaften der Waffe erfüllten allerdings nicht die Anforderungen und sie wurde nicht in die Bewaffnung übernommen.

## Besonderheiten
Bei der Waffe handelt es sich um einen zuschießenden Gasdrucklader, dessen Verschluss den Lauf vertikal bedeckt, wobei eine Gaskolbenfeder den Rückstoß mildern soll. Ein gasdynamischer Kompensator im Gehäuse dient demselben Zweck.
Die Waffe kann Einzelfeuer, Feuerstöße und Dauerfeuer abgeben. Bei Feuerstößen beträgt die Kadenz 1.700 Schuss/min und bei Dauerfeuer 500 Schuss/min.
Die Waffe ist heute nur noch in Museen zu finden.